# Кубок Австрии по футболу 2022/2023
Кубок Австрии по футболу 2022/2023 (нем. Österreichischer Fußball-Cup 2022/23; официальное спонсорское название — «Uniqa ÖFB Cup») — 88-й розыгрыш кубка Австрии по футболу. Победитель Кубка получает право участия в Лиге Европы УЕФА в сезоне 2023/24. В случае, если победитель уже обеспечил себе место в квалификации Лиги чемпионов УЕФА, команда, занявшая четвертое место в чемпионате 2022/23, получает возможность участия в Лиге конференций УЕФА.

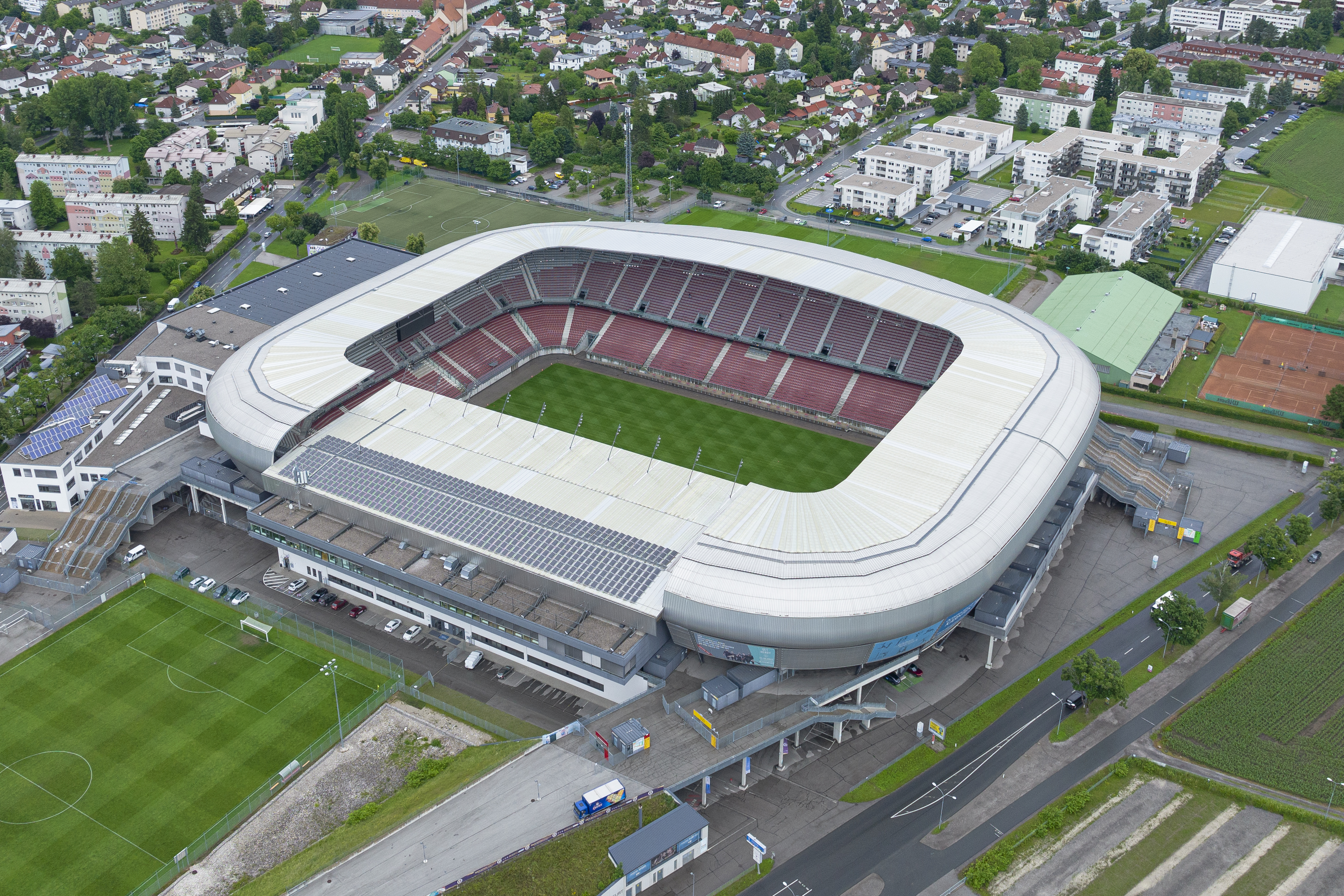
Вёртерзе-Штадион, Клагенфурт — место проведения финала Кубка Австрии.

Турнир проводился с июля 2022 года, а завершился финалом, который состоялся 30 апреля 2023 года. Кубок выиграла команда «Штурм».

## Календарь
Ниже приведено расписание кубка:
| Раунд         | Дата                         | Клубы   |
| ------------- | ---------------------------- | ------- |
| Первый раунд  | 15 — 19 июля 2022            | 64 → 32 |
| Второй раунд  | 20 августа — 1 сентября 2022 | 32 → 16 |
| Третий раунд  | 18 — 20 октября 2022         | 16 → 8  |
| Четвертьфинал | 3 — 5 февраля 2023           | 8 → 4   |
| Полуфинал     | 4 — 6 апреля 2023            | 4 → 2   |
| Финал         | 1 мая 2023                   | 2 → 1   |

## Первый раунд
C 15 по 19 июля 2022 года, состоялся первый раунд соревнований, в рамках которого было проведено 32 матча.
| Бундеслига (I) | Вторая лига (II) | Региональная лига (III) | Ландеслига (IV) | Унтерлига (V) | Итого    |
| -------------- | ---------------- | ----------------------- | --------------- | ------------- | -------- |
| 12 из 12       | 12 из 12         | 32 из 32                | 6 из 6          | 2 из 2        | 64 из 64 |

## Второй раунд
Согласно расписанию, шестнадцать матчей второго раунда проведены в период с 30 августа по 1 сентября 2022 года. Жеребьевка этого раунда была проведена главой ОРФ по внутренней политике Хансом Бюргером в пятницу, 22 июля.
| Бундеслига (I) | Вторая лига (II) | Региональная лига (III) | Ландеслига (IV) | Унтерлига (V) | Итого    |
| -------------- | ---------------- | ----------------------- | --------------- | ------------- | -------- |
| 12 из 12       | 10 из 12         | 10 из 32                | 0 из 6          | 0 из 2        | 32 из 64 |

## Третий раунд
Жеребьевка этого раунда состоялась в воскресенье, 4 августа 2022 года.
| Бундеслига (I) | Вторая лига (II) | Региональная лига (III) | Итого    |
| -------------- | ---------------- | ----------------------- | -------- |
| 9 из 12        | 6 из 12          | 1 из 32                 | 16 из 64 |

| 18 октября 2022 | Тироль (I)   | 1:4     | Рапид (I)                                            | Инсбрук                                                                 |
| 11:00           | Забитцер 36′ | (отчёт) | Грюлль 6′ · Дрёйф 76′ · Кершбаум 74′ · Циммерман 84′ | Стадион: Тиволи Штадион Тироль Зрителей: 5,000 Судья: Себастиан Гишамер |

| 18 октября 2022 | Дорнбирн 1913 (II) | 1:2     | Аустрия (Клагенфурт) (I) | Дорнбирн                                                    |
| 12:00           | Непомусено 39′     | (отчёт) | Виммер 18′ · Цветко 82′  | Стадион: Биркенвизе Зрителей: 1,000 Судья: Вальтер Альтманн |

| 18 октября 2022 | Хорн (II)              | 2:3     | Рид (I)                            | Хорн                                                                |
| 19:30           | Йылмаз 16′ · Мийич 18′ | (отчёт) | Шаби 53′ · Нутц 68′ · Крагль 90+1′ | Стадион: Спаркассе Хорн Арена Зрителей: 1,350 Судья: Кристофер Егер |

| 18 октября 2022 | Флоридсдорф (II) | 1:2     | ЛАСК (I)                   | Флоридсдорф                                             |
| 20:15           | Монсбергер 40′   | (отчёт) | Реннер 23′ · Гойгингер 89′ | Стадион: ФАЦ-Плац Зрителей: 2,074 Судья: Маркус Хаметер |

| 19 октября 2022 | Блау-Вайсс (Линц) (II) | 1:3     | Вольфсберг (I)                        | Линц                                                                    |
| 11:00           | Ронивалдо 84′          | (отчёт) | Шифферль 34′ · Барибо 47′ · Малон 48′ | Стадион: Хофманн-Персонал Штадион Зрителей: 900 Судья: Юлиан Вайнбергер |

| 19 октября 2022 | ГАК (II) | 0:1     | Штурм (I) | Грац                                                           |
| 18:00           |          | (отчёт) | Аети 65′  | Стадион: Меркур Арена Зрителей: 15,400 Судья: Александр Харкам |

| 19 октября 2022 | Адмира Ваккер Мёдлинг (II) | 1:6     | Ред Булл (Зальцбург) (I)                                                       | Мария-Энцерсдорф                                                           |
| 20:30           | Цвиршиц 50′                | (отчёт) | Вёбер 2′ · Павлович 25′ · Шешко 32′ · Адаму 41′ · Дедич 65′ · Шимич 75′ (пен.) | Стадион: Моушн Инвест Арена Зрителей: 1,650 Судья: Кристиан-Петру Чиохирка |

| 20 октября 2022 | Винер Шпорт-Клуб (III)                   | 3:1     | Аустрия (Вена) (I) | Вена                                                                 |
| 20:30           | Вученович 22′ · Райкович 61′ · Белян 86′ | (отчёт) | Фиц 26′ (пен.)     | Стадион: Винер Шпорт-Клуб-плац Зрителей: 6,000 Судья: Харальд Лехнер |

## Четвертьфинал
С 3 по 5 февраля 2023 года состоялись четыре четвертьфинальных матча. Жеребьевка этого этапа соревнований была проведена в воскресенье, 23 октября 2022 года. Жеребьевку провел Шамиль Борчашвили, бронзовый призер Олимпийских игр и чемпионатов мира по дзюдо, в рамках программы ОРФ «Sport am Sonntag».
| Бундеслига (I) | Региональная лига (III) | Итого   |
| -------------- | ----------------------- | ------- |
| 7 из 12        | 1 из 32                 | 8 из 64 |

| 3 февраля 2023 | Вольфсберг (I) | 1:3 (доп. вр.) | Рапид (I)                          | Вольфсберг                                                    |
| 18:00 CET      | Барибо 64′     | (отчёт)        | Золльбауэр 83′ · Байич 106′ · 108′ | Стадион: Лавантталь-Арена Зрителей: 3,021 Судья: Штефан Эбнер |

| 3 февраля 2023                                     | Ред Булл (Зальцбург) (I) | 1:1 (доп. вр.) (4:5 пен.)                            | Штурм (I)       | Зальцбург                                                       |
| 20:45 CET                                          | Дедич 77′                | (отчёт)                                              | Газибегович 37′ | Стадион: Ред Булл Арена Зрителей: 9,236 Судья: Юлиан Вайнбергер |
|                                                    | Пенальти                 |                                                      |                 |                                                                 |
| Окафор · Адаму · Шешко · Кьергор · Соле · Капальдо |                          | Саркария · Любич · Шнегг · Тейшейра · Данте · Вютрих |                 |                                                                 |

| 4 февраля 2023 | Винер Шпорт-Клуб (III) | 0:2     | Рид (I)                     | Вена                                                                   |
| 18:00 CET      |                        | (отчёт) | Ланг 51′ (пен.) · Микич 79′ | Стадион: Винер Шпорт-Клуб-плац Зрителей: 5,600 Судья: Вальтер Альтманн |

| 5 февраля 2023 | ЛАСК (I) | 1:0     | Аустрия (Клагенфурт) (I) | Пашинг                                                               |
| 18:00 CET      | Жуль 50′ | (отчёт) |                          | Стадион: Вальдштадион Зрителей: 4,200 Судья: Кристиан-Петру Чиохирка |

## Полуфинал
С 5 по 6 апреля 2023 года состоялись два полуфинальных матча. Жеребьевка этого этапа соревнований была проведена в рамках программы ОРФ «Sport am Sonntag» и была проведена австрийской лыжницей Ниной Ортлиб.
| Бундеслига (I) | Итого   |
| -------------- | ------- |
| 4 из 12        | 4 из 64 |

| 5 апреля 2023 | Рапид (I)             | 2:1     | Рид (I)            | Вена                                                     |
| 20:30 CET     | Бургшталлер 45+2′ 83′ | (отчёт) | Цигль 90+3′ (пен.) | Стадион: Альянц Зрителей: 21,600 Судья: Александр Харкам |

| 6 апреля 2023 | Штурм (I)       | 1:0     | ЛАСК (I) | Грац                                                           |
| 20:30 CET     | Томи Хорват 68′ | (отчёт) |          | Стадион: Меркур Арена Зрителей: 15,600 Судья: Вальтер Альтманн |

## Финал
Финальный матч был запланирован на воскресенье, 30 апреля 2023 года, и проведен на стадионе Вертерзе-Штадион в городе Клагенфурт.
| Рапид | 0:2     | Штурм             |
| ----- | ------- | ----------------- |
|       | (отчёт) | Саркария 65′, 84′ |

## Бомбардиры
Согласно:
| Место | Игрок            | Клуб                 | Голы |
| ----- | ---------------- | -------------------- | ---- |
| 1     | Манприт Саркария | Штурм                | 6    |
| 2     | Тай Барибо       | Вольфсберг           | 5    |
| 2     | Ренан            | Дорнбирн 1913        | 5    |
| 4     | Манфред Фишер    | Аустрия (Вена)       | 4    |
| 4     | Марин Любичич    | ЛАСК                 | 4    |
| 4     | Кристофер Цветко | Аустрия (Клагенфурт) | 4    |
| 4     | Александар Юкич  | Аустрия (Вена)       | 4    |